# Теория многополярного мира
Теория многополярного мира — политологическая концепция, предложенная российским философом и политическим мыслителем А. Г. Дугиным, и в наиболее полном виде представленная в одноименной монографии, вышедшей в 2012 году. 
Теория многополярного мира представляет собой альтернативную трактовку широко используемого в теории международных отношений концепта многополярности. Разработанная А. Г. Дугиным концепция сочетает в себе элементы анализа международно-политических реалий, теоретического осмысления закономерностей развития международных отношений на современном этапе, а также выступает в качестве ориентированного на практику политического проекта по деконструкции, критике и изменении существующего миропорядка и, таким образом, является примером «ангажированного знания» в теории международныx отношений.

## Идейные истоки
При создании Теории многополярного мира А. Дугин вдохновлялся идеями, заимствованными из разнообразных политических и культурно-антропологических направлений исследований и учений, а также социально-философских систем, таких как геополитика, евразийство, цивилизационные исследования, историческая социология, а также идеология «консервативной революции» и традиционализм «новых правых». Кроме того, существенное влияние на создание Теории многополярного мира оказала постпозитивистская революция в ТМО, рост популярности критической теории (Теория многополярного мира позиционируется как критическая теория «справа» в противоположность «традиционной» критике «слева») и попытки построения незападной теории международных отношений.
Попытки ввести цивилизационное измерение в исследования международных отношений предпринимались и ранее. В частности, широкое распространение получила концепция столкновения цивилизаций, предложенная в 1993 году американским политологом Сэмюэлом Хантингтоном.

## Основные положения теории
Дугин предлагает пересмотреть смысловое наполнение категорий «актора» и «полюса» в теории международных отношений. По мнению автора, место национального государства, традиционно считавшегося актором мировой политики и выступавшего в качестве основного объекта международно-политического анализа, должна занять цивилизация, которая понимается как «коллективная общность, объединенная причастностью к одинаковой духовной, исторической, культурной, ментальной и символической традиции (чаще всего религиозной в своих корнях, хотя не обязательно осознаваемой в терминах конкретной религии), члены которой осознают близость друг к другу, независимо от национальной, классовой, политической и идеологической принадлежности». Международно-политическим воплощением цивилизации выступает заимствованная из геополитики категория «большого пространства», получающего окончательное политическое оформление в виде «политейи», упорядоченного сообщества.
Согласно Дугину, не существует единой человеческой цивилизации, а многополярность мирового порядка определяется наличием и взаимодействием нескольких равноправных субъектов — локальных цивилизаций. Автор вслед за С. Хантингтоном выделяет следующие цивилизации, которые одновременно выступают в качестве полюсов в складывающейся многополярности:
- Бесспорные:
  - Западная
  - Православная (евразийская)
  - Исламская
  - Индуистская
  - Китайская (конфуцианская)
  - Японская
- Потенциальные:
  - Латиноамериканская
  - Буддистская
  - Африканская

Проект многополярности по Дугину предполагает, что каждая локальная цивилизация обладает абсолютным суверенитетом во внутренних делах, а также перед лицом других цивилизаций. Последнее необходимо для сохранения и развития культуры каждой цивилизации и в соответствии с темпами и логикой протекания социальных процессов, определяемой конкретной культурой без воздействия извне (протекционизм). Организация власти и политического пространства внутри самой цивилизации определяется традиционными представлениями о политическом, существующими в данной цивилизации. Дугин отрицает претензии западной цивилизации на универсальность и исключительность ее ценностей, норм и институтов, трактуя их как прямое проявление глобальной гегемонии Запада, отрицание которой рассматривается автором в качестве морального императива.
Структурирование «большого пространства» и создание «политейи» сопряжено с процессами региональной интеграции, формирования внутрицивилизационного разделения труда, а также конструирования политических иерархий, включая установление региональной гегемонии или строительство империи, в результате чего возникает феномен внутрицивилизационного мира.
В свою очередь в отношениях между цивилизациями сохраняется состояние анархии, открытой также остается возможность конфликта и войны. Каждой цивилизации присущи уникальные, принципиально несопоставимые, цивилизационные интересы, ценности и формы могущества. Помимо культурно-идейной автономии, цивилизационные элиты должны стремиться к установлению экономической автаркии соответствующих «больших пространств».
В качестве мер по нормативно-институциональному закреплению цивилизационной многополярности Дугин предлагает реформировать систему международного права и международных институтов с целью их адаптации к реалиям мира нескольких сосуществующих цивилизаций, в частности, предлагается создание совещательного межцивилизационного совета, призванного формулировать общие правила межцивилизационного взаимодействия.

## Критика
Концепция Дугина была подвергнута критике академическим сообществом. Так, российский международник И. А. Истомин упрекает автора Теории многополярного мира в маргинальности и чрезмерной нормативности, а также поднимает вопрос об устойчивости полицентричной международной системы.